# Berge Stahl

Comparaison de quelques-uns des plus grands navires.

Le MS Berge Stahl est un navire vraquier, le plus grand jusqu'en 2011, année de la construction du MS Vale Brasil.
Il s'agit d'un minéralier, pouvant transporter 364 768 tonnes de minerai de fer. Il a été construit en 1986 par Hyundai Heavy Industries. Il est affrété par l'armateur de Singapour Berge Bulk.

## Description
Le Berge Stahl, dont le nom signifie « montagne d'acier », mesure 343 m de long, 65 m de large et son tirant d'eau est de 23 m. Il est propulsé par un moteur Diesel Hyundai 7L90MCE à deux-temps de 27 610 chevaux (soit 20,59 MW), mesurant 9 m de haut, et entraînant directement une hélice unique de 9 m de diamètre. Il peut atteindre la vitesse de 13,5 nœuds. Le chargement s'effectue dans huit cales.
En raison de sa taille, le Berge Stahl ne peut opérer que dans deux ports : le Terminal Marítimo de Ponta da Madeira dans le port de l'Itaqui, au Brésil, et l'Europort du port de Rotterdam, aux Pays-Bas. Il transporte du minerai depuis le Brésil jusqu'aux Pays-Bas, en dix voyages de cinq semaines par an. Le retour s'effectue sur ballast.
L'équipage comprend six officiers norvégiens et dix matelots philippins.

## Un Voyage aux Pays-Bas

### Brésil
Pour charger le navire au Brésil, des trains de marchandises transportent le minerai des mines de Vale via un rail de 900 km jusqu'au Terminal Marítimo de Ponta da Madeira. Chaque jour, sept trains, chacun doté de 204 wagons de fret et de quatre locomotives, amènent le minerai des mines au port. Lorsque le Berge Stahl arrive au port, il faut environ 35 heures pour charger le navire. Une fois plein, il part pour Rotterdam en 14 jours environ.

### Arrivée à Rotterdam
Lorsque le navire passe devant Cherbourg en France, il commence à ralentir. Sur une soixantaine de kilomètres avant l'arrivée, le navire embarque deux pilotes par hélicoptère. Les pilotes aident le capitaine à naviguer sur la route en eau profonde appelée Eurogeul. À 20 km avant Rotterdam, le navire réduit à nouveau sa vitesse et entre dans la Maasgeul qui mène à Rotterdam. Le passage du Maasgeul ne peut se faire qu'à des moments précis, en fonction de la marée et aussi de la météo ; si le navire manque son créneau, il doit attendre 12 heures pour le prochain passage possible.
Pour traverser le Maasgeul, le navire ne peut pas être chargé à pleine capacité car son tirant d'eau serait alors de 23 mètres alors que la profondeur minimale du Maasgeul est de 24 mètres, car si le navire se penche d'un côté à un angle de seulement 3°, il se trouve alors à 1,65 mètre plus profond dans l'eau. C'est pourquoi le Berge Stahl ne peut être chargé qu'avec 354 000 tonnes (alors qu'il peut transporter 364 768 tonnes).
Lorsque le Berge Stahl passe la bouée Maascenter, il est escorté par un patrouilleur du port de Rotterdam. Au passage des jetées, quatre remorqueurs se connectent au navire pour l'aider à ralentir et l'amarrer au terminal EECV. Pour l'amarrage, un pilote du port vient à bord.
Une fois à quai, il faut environ 3,5 jours pour transférer tout le minerai dans des barges. Ces barges apportent le minerai aux aciéries de Thyssen Krupp et de HKM dans la Ruhr en Allemagne.

### Voyage de retour
Pendant le déchargement du navire, les ballasts sont remplis de 118 000 tonnes d'eau. Pendant le voyage de retour, 20 % de ce ballast est pompé par-dessus bord après le passage du golfe de Gascogne, car le risque de mauvais temps diminue et le navire utilisera moins de carburant lorsqu'il transportera moins d’eau dans les ballasts (ce qui réduira son tirant d'eau). Pendant le voyage de retour, la zone de cargaison est nettoyée pour éviter l'usure. Le voyage de retour dure environ 11 jours.